# Zwolse balletjes

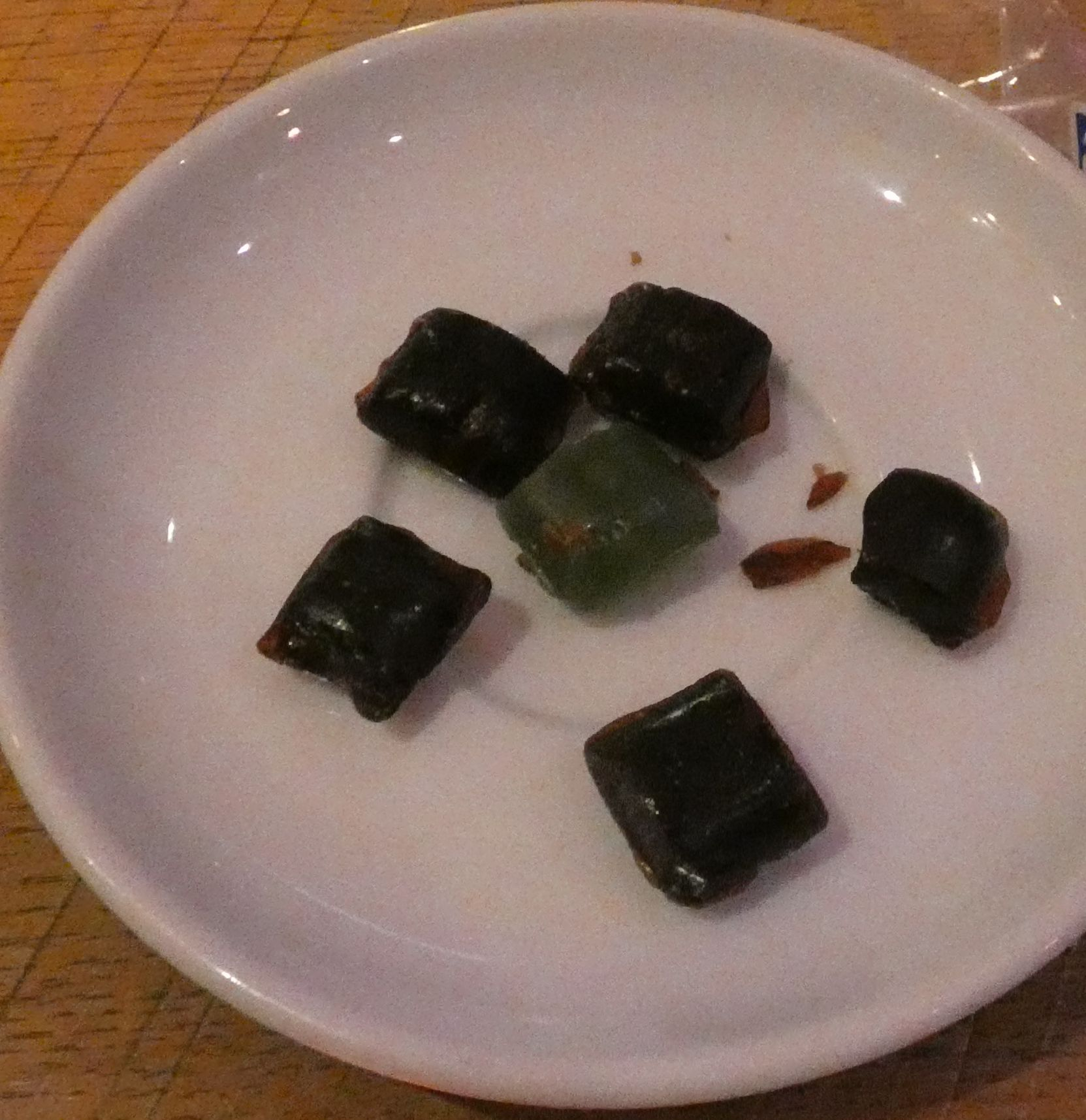
Zwolse balletjes

Zwolse balletjes, ook wel steken, zijn met de hand gemaakte ulevellen, ofwel gestoken snoepjes uit suikerdeeg. De oud-Nederlandse lekkernij wordt sinds midden 19e eeuw bereid in de Overijsselse hanzestad Zwolle, volgens traditioneel (geheim) recept.
Hoewel de naam anders doet vermoeden, hebben de snoepjes de vorm van een klein kussentje, van zo'n 2 centimeter doorsnee. Naar verluidt zou balletje een verbastering zijn van ballegie, het Zwolse woord voor snoepje. De snoepjes hebben de structuur van zuurtjes, maar smaken zoeter. Ze zijn verkrijgbaar in verschillende kleuren en smaken, zoals roomboter, kaneel, pepermunt en anijs. Ter ere van Koningsdag in 2016 werden er speciale oranje Zwolse balletjes gemaakt, met de smaak van mandarijnen.
De snoepjes worden onder andere verkocht in een blikje, waarvan de deksel is voorzien van de tekst Zwolse balletjes.

## Herkomst
In 1845 kocht ene Van der Kolk het recept van zijn schoonvader, toen nog onder de naam Steken. Drie generaties Van der Kolk zouden vervolgens meer dan een eeuw lang de scepter zwaaien over het Zwolse Balletjeshuis, tot het Zwolse familiebedrijf werd overgedragen aan een nieuwe eigenaar.

## Fabricage

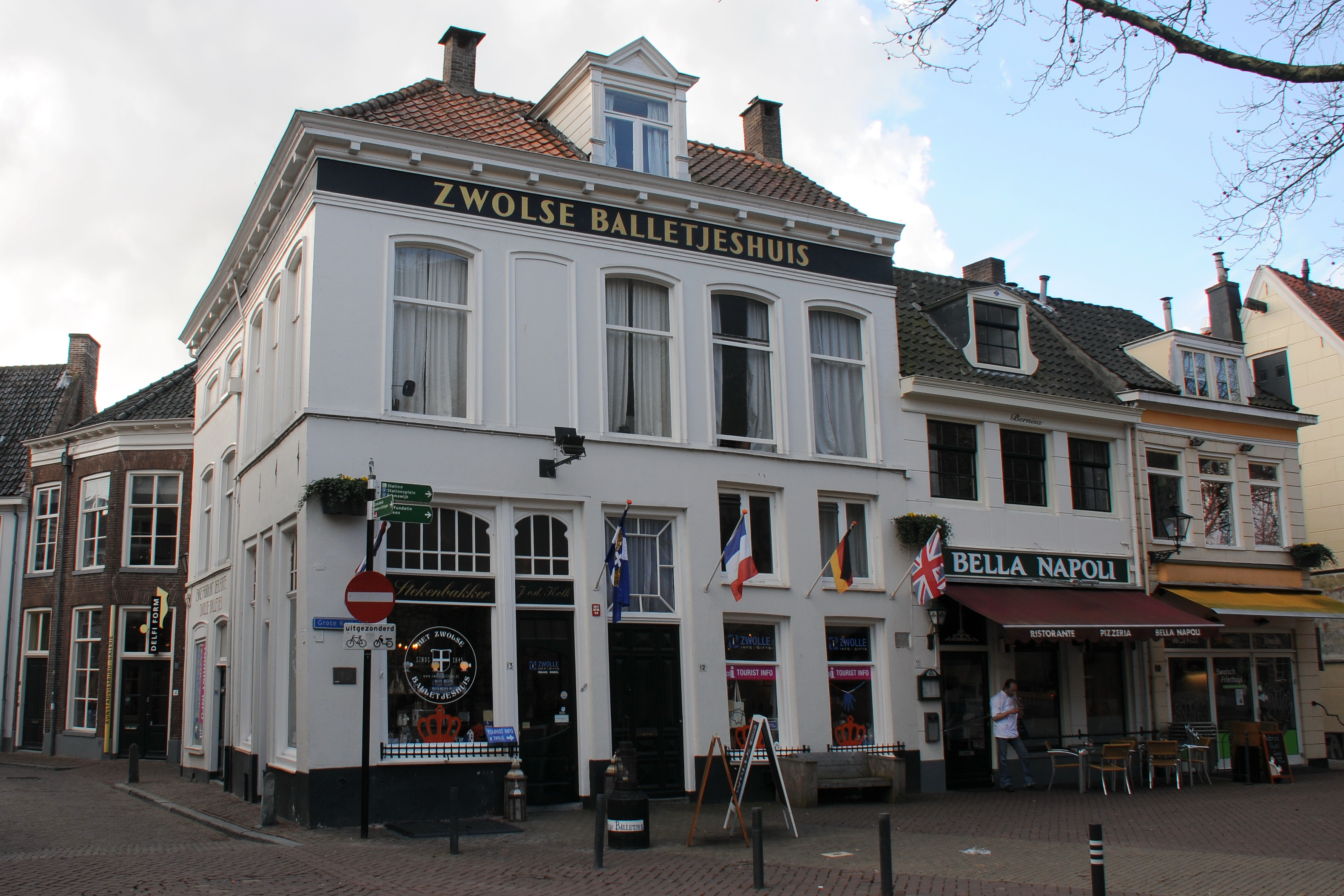
Het Zwolse Balletjeshuis aan het Grote Kerkplein in Zwolle, waar sinds 1845 de Zwolse balletjes gebakken worden.

De Zwolse balletjes worden sinds 1845 gestoken in de kelder van het Zwolse Balletjeshuis aan het Grote Kerkplein in Zwolle. Van oudsher werden ulevellen door heel Nederland op ambachtelijke (ofwel niet-machinale) manier gemaakt, maar in de 21ste eeuw is de Zwolse bakkerij naar eigen zeggen de laatste ambachtelijke ulevelstekerij van Nederland.
Voor het maken van het snoepje wordt onder andere suiker gebruikt. Oorspronkelijk was dit rietsuiker, later stapte men over op suiker van suikerbieten. De verdere ingrediënten van het suikerdeeg worden door de fabrikant niet prijsgegeven. Aanvankelijk werden er enkel zwarte steken verkocht, van hard doorgebrand caramel, bedoeld om koffie mee te zoeten. Kort daarop kwamen er witte en bruine steken bij, die dienden als snoepgoed. Later volgden er ook steken met vruchtensmaak.
Om het snoepje te maken, wordt eerst de suiker verhit in een koperen ketel boven open vuur, tot de suiker gesmolten is en er een vloeibare massa ontstaat. Vervolgens worden er smaken aan toegevoegd, zoals pepermunt of anijs. Daarna wordt de vloeibare suiker uitgegoten over een watergekoelde gietijzeren koeltafel, tot de suikermassa voldoende is afgekoeld en er een kneedbaar deeg ontstaat. Het deeg wordt ten slotte in repen door een bronzen wals gehaald, die het suikerdeeg in afzonderlijke snoepjes steekt.
Volgens de regels van de Nederlandse Voedsel- en Warenautoriteit is het normaal gesproken niet toegestaan om levensmiddelen te bereiden op een locatie als deze. Door de status van immaterieel erfgoed, die mede bepaald wordt door de oorspronkelijke plek waar de snoepjes bereid worden, heeft de fabrikant een ontheffing gekregen. Wel voert de Voedsel- en Warenautoriteit minstens twee keer per jaar een controle uit, en moet de productie beperkt blijven tot één dag in de week.

## Varia
De Zwolse balletjes stonden in juni 2017 op een Nederlandse postzegel, ter ere van een thematische postzegeluitgave van PostNL, met tien typisch Nederlandse lekkernijen, waaronder ook het Drents kniepertie en het Fries suikerbrood. De tien lekkernijen waren uitgekozen in overleg met het Kenniscentrum Immaterieel Erfgoed.